# Araneus viridulus
Araneus viridulus là một loài nhện trong họ Araneidae.
Loài này thuộc chi Araneus. Araneus viridulus được Arthur T. Urquhart. miêu tả năm 1891.